# RVIVR
RVIVR sono una band punk rock americana di Olympia, Washington. La band va frequentemente in tour e i loro spettacoli sono caratterizzati da esibizioni energiche e dalla difesa della parità di genere. Hanno pubblicato i loro album in studio e gli EP sotto forma di download digitale gratuiti sul sito web dell'etichetta discografica Rumbletowne Records.

## Storia
Dopo lo scioglimento della band newyorkese Latterman nel 2007, Mattie Jo Canino si trasferì a Olympia, Washington. Con Erica Freas (voce, chitarra), Kevin Rainsbury (percussioni) e Nell Tallos (basso) formarono i RVIVR.
Canino pensò che i testi politici presentati dai Latterman fossero stati ignorati da un pubblico prevalentemente maschile interessato solo al pogo durante i concerti. Per i RVIVR Canino e Freas, sia nel songwriting che nelle interviste, garantirono che nei testi, al centro del messaggio della band ci fosse la parità di genere e uguaglianza sociopolitica.
Nel 2008, la band pubblica il primo EP Life Moves con la Rumbletowne Records di Freas, seguito da Derailer l'anno successivo. Il loro omonimo album di debutto è stato registrato con Phil Douglas, ex componente dei Latterman. È stato pubblicato nell'aprile 2010 e la band ha promosso l'album con un tour negli Stati Uniti e in tournée in Europa. L'etichetta tedesca Yo-Yo Records ha pubblicato l'EP Dirty Water nello stesso anno.
Nel 2011 Tallos lasciò la band e fu sostituito da Alanna Paoli. I brani dei loro primi tre EP sono stati compilati come Joester Sessions '08 -'11, dal nome di Joey Seward con cui avevano registrato tutto. Dopo di che hanno pubblicato altri 7 "su Yo-Yo, Belebend .
Il loro secondo album The Beauty Between, anch'esso registrato con Joey Seward, è stato pubblicato nel 2012 dalla Rumbletowne negli Stati Uniti e Yo-Yo in Europa.
Per i successivi due anni la band fece un tour negli Stati Uniti, in Europa e in Australia con vari bassisti, tra cui il Lou Hanman dei Caves. Nel 2014 la band pubblicò l'EP Bicker and Breathe, sempre con Rumbletowne e Yo-Yo.
Nel 2017 la band ha pubblicato l'EP The Tide e la casa discografica Don Giovanni Records ha ristampato i primi due album della band e la compilation.

## Membri
Attuali
- Erica Freas - voce, chitarra (2008-oggi)
- Mattie Jo Canino - voce, chitarra (2008-oggi)
- Kevin Rainsberry - drums (2008-oggi) [3]

Musicisti in tournée attuali
- Lou Hanman - bass (2014, 2016-oggi)

Ex
- Nell Tallos (2008-2011)
- Alanna Paoli - basso (2011–2012)
- Bex Berryhill - basso (2013–2014)

Ex musicisti in tournée
- Tammy Martin - basso (2011)
- Cameron Thaut - basso (2011, 2014)
- David Combs - basso (2014-2015)
- Sue Werner # 10 - basso (2015)

Ex musicisti di studio
- Chris Bauermeister - basso ( Bicker and Breather EP, 2014)
- Joey Seward - basso (2010, 2013–2014)

## Discografia

### Album in studio
- RVIVR (2010) [4]
- The Beauty Between (2013)  [5]

### EP
- Life Moves 7 "(2008) [6]
- Derailer 7 "(2009) [7]
- Dirty Water EP (2010) [8]
- Belebend 7 "(2011)
- Bicker and Breathe EP (2014) [9]
- The Tide (b Shaggy ) 7 "(2017)

### Raccolte
- The Joester Sessions Collection (2011) [10]